# Coppa del Mondo di tuffi 2014
La Coppa del Mondo di tuffi 2014 (ufficialmente 2014 FINA Diving World Cup) è stata la XIX edizione della competizione sportiva internazionale di tuffi organizzata dalla Federazione internazionale del nuoto (FINA). Si è disputata dal 15 al 20 luglio 2014 all'Outdoor Diving Pool presso l'Oriental Sports Center di Shanghai in Cina. Alla competizione hanno partecipato 157 atleti, in rappresentanza di ventotto distinti Paesi.

## Paesi partecipanti
Tra parentesi, il numero di atleti partecipanti divisi per genere maschi e femmine.
 Australia (1/6)

 Austria (1/0)

 Bielorussia (3/0)

 Brasile (2/1)

 Canada (5/4)

 Cina (5/6)

 Colombia (5/0)

 Cuba (2/0)

 Egitto (3/2)

 Germania (3/5)

 Gran Bretagna (3/5)

 Hong Kong (3/1)

 Ungheria (0/3)

 Indonesia (3/1)

 Italia (2/4)

 Giamaica (1/0)

 Giappone (4/3)

 Malaysia (3/6)

 Messico (5/4)

 Paesi Bassi (1/2)

 Nuova Zelanda (2/0)

 Corea del Nord (1/6)

 Russia (4/4)

 Singapore (2/2)

 Sudafrica (0/3)

 Corea del Sud (1/2)

 Ucraina (5/5)

 Stati Uniti (5/7)

## Podi

### Uomini
| Evento                     | Oro                   | Perform. | Argento                                | Perform. | Bronzo                                  | Perform. |
| Tuffi individuali          |                       |          |                                        |          |                                         |          |
| Trampolino 3m (dettagli)   | He Chong              | 540,35   | Cao Yuan                               | 526,70   | Jack Laugher                            | 488,20   |
| Piattaforma 10m (dettagli) | Yang Jian             | 543,85   | Qiu Bo                                 | 528,50   | Iván García                             | 504,90   |
| Tuffi sincronizzati        |                       |          |                                        |          |                                         |          |
| Trampolino 3m (dettagli)   | Cina Lin Yue Cao Yuan | 461,31   | Germania Stephan Feck Patrick Hausding | 431,40   | Russia Evgenij Kuznecov Il'ja Zacharov  | 431,34   |
| Piattaforma 10m (dettagli) | Cina Lin Yue Cao Yuan | 494,46   | Germania Sascha Klein Patrick Hausding | 444,78   | Stati Uniti David Boudia Steele Johnson | 414,12   |

### Donne
| Evento                     | Oro                         | Perform. | Argento                               | Perform. | Bronzo                                   | Perform. |
| Tuffi individuali          |                             |          |                                       |          |                                          |          |
| Trampolino 3m (dettagli)   | Shi Tingmao                 | 383,40   | He Zi                                 | 369,65   | Jennifer Abel                            | 364,05   |
| Piattaforma 10m (dettagli) | Xiaohui Huang               | 373,60   | Huixia Liu                            | 354,35   | Melissa Wu                               | 349,50   |
| Tuffi sincronizzati        |                             |          |                                       |          |                                          |          |
| Trampolino 3m (dettagli)   | Cina Wu Minxia Shi Tingmao  | 340.50   | Canada Jennifer Abel Pamela Ware      | 318,33   | Australia Maddison Keeney Anabelle Smith | 310,14   |
| Piattaforma 10m (dettagli) | Cina Chen Ruolin Huixia Liu | 357,66   | Malaysia Leong Mun Yee Cheong Jun Hoo | 336,66   | Canada Meaghan Benfeito Roseline Filion  | 335,25   |

### Misto
| Evento                | Oro                           | Perform. | Argento                                   | Perform. | Bronzo                                | Perform. |
| Tuffi misti           |                               |          |                                           |          |                                       |          |
| Team event (dettagli) | Cina Xiaohui Huang Aisen Chen | 408,60   | Ucraina Oleksandr Bondar Julija Prokopčuk | 390,55   | Russia Nadežda Bažina Viktor Minibaev | 381,30   |

## Medagliere
| Posizione | Paese         | Oro | Argento | Bronzo | Totale |
| --------- | ------------- | --- | ------- | ------ | ------ |
| 1         | Cina          | 9   | 4       | 0      | 13     |
| 2         | Germania      | 0   | 2       | 0      | 2      |
| 3         | Canada        | 0   | 1       | 2      | 3      |
| 4         | Malaysia      | 0   | 1       | 0      | 1      |
| 4         | Ucraina       | 0   | 1       | 0      | 1      |
| 6         | Australia     | 0   | 0       | 2      | 2      |
| 6         | Russia        | 0   | 0       | 2      | 2      |
| 8         | Gran Bretagna | 0   | 0       | 1      | 1      |
| 8         | Messico       | 0   | 0       | 1      | 1      |
| 8         | Stati Uniti   | 0   | 0       | 1      | 1      |
| Totale    | Totale        | 9   | 9       | 9      | 27     |